# 2005年國家領導人列表
下表列出2005年各国的国家元首、政府首脑和最高领导人，包括作为社会主义国家中党和国家最高领导人的执政党领袖。

## 非洲
- 阿尔及利亚
  - 总统：阿布杜拉齐兹·布特弗利卡（Abdelaziz Bouteflika）(1999年–)
  - 总理：艾哈迈德·奥亚希亚（Ahmed Ouyahia）(2003年–)
- 安哥拉
  - 总统：若泽·爱德华多·多斯·桑托斯（José Eduardo dos Santos）(1979年–)
  - 总理：费尔南多·达·皮耶达德·迪亚斯·多斯·桑托斯（Fernando da Piedade Dias dos Santos）（2002年–）
- 贝宁
  - 总统：马蒂厄·克雷库（Mathieu Kérékou）（1996年–）
- 博茨瓦纳
  - 总统：费斯图斯·莫加埃（Festus Mogae）（1998年–）
- 布基纳法索
  - 总统：布莱兹·孔帕奥埃（Blaise Compaoré）（1987年–）
  - 总理：帕拉曼加·厄恩斯特·约恩利（Paramanga Ernest Yonli）（2000年–）
- 布隆迪
  - 总统：多米蒂昂·恩达伊泽耶（Domitien Ndayizeye）（2003年–）
- 喀麦隆
  - 总统：保罗·比亚（Paul Biya）（1982年–）
  - 总理：艾弗雷姆·伊诺尼（Ephraim Inoni）（2004年–）
- 佛得角
  - 总统：佩德罗·皮雷斯（Pedro Pires）（2001年–）
  - 总理：若泽·马里亚·内维斯（José Maria Neves）（2001年–）
- 中非共和国
  - 总统：弗朗索瓦·博齐泽（François Bozizé）(2003年–)
  - 总理：塞莱斯坦·勒鲁瓦·加翁巴莱（Célestin Gaombalet）(2003年–)
- 乍得
  - 总统：伊德里斯·代比（Idriss Déby）(1990年–)
  - 总理：
    1. 穆萨·法基（Moussa Faki）,（2003年–2005年）
    2. 帕斯卡尔·约阿迪姆纳吉（Pascal Yaodimnadji）(2005年–)
- 科摩罗
  - 总统：阿扎利·阿苏马尼（Azali Assoumani）(1999年–)
- 刚果民主共和国
  - 总统：约瑟夫·卡比拉（Joseph Kabila）(2001年–)
- 刚果共和国
  - 总统：德尼·萨苏-恩格索（Denis Sassou-Nguesso）(1997年–)
  - 总理： 伊西多尔·姆武巴（Isidore Mvouba）(2005年–)
- 科特迪瓦
  - 总统：洛朗·巴博（Laurent Gbagbo）(2000年–)
  - 总理：塞义杜·埃利马内·迪亚拉（Seydou Elimane Diarra）(2003年–)
- 吉布提
  - 总统：伊斯梅尔·奥马尔·盖莱（Ismail Omar Guelleh）(1999年–)
  - 总理：迪莱塔·穆罕默德·迪莱塔 （Dileita Mohamed Dileita）(2001年–)
- 赤道几内亚
  - 总统：特奥多罗·奥比昂·恩圭马·姆巴索戈（Teodoro Obiang Nguema Mbasogo）(1979年–)
  - 总理：米格尔·阿比阿·比特奥·博里科（Miguel Abia Biteo Borico）(2004年–)
- 厄立特里亚
  - 总统：伊萨亚斯·阿费沃尔基（Isaias Afwerki）(1993年–)
- 埃塞俄比亚
  - 总统：吉尔马·沃尔德·乔治斯（Girma Wolde-Giorgis）(2001年–)
  - 总理：梅莱斯·泽纳维（Meles Zenawi）(1995年–)
- 加蓬
  - 总统：哈吉·奥马尔·邦戈（el Hadj Omar Bongo）(1967年–)
  - 总理：弗朗索瓦·恩图图姆-埃马内（Jean-François Ntoutoume Emane）(1999年–)
- 冈比亚
  - 总统：叶海亚·贾梅（Yahya Jammeh）(1994–)
- 加纳
  - 总统：约翰·阿吉耶库姆·库福尔（John Agyekum KUFUOR）(2001年–)
- 几内亚
  - 总统：兰萨纳·孔戴（Lansana Conté）(1984–)
  - 总理：塞卢·达莱因·迪亚洛（Cellou Dalein Diallo）(2004年–)
- 几内亚比绍
  - 总统：恩里克·佩雷拉·罗萨（Henrique Pereira Rosa）(2003年–)
  - 总理：卡洛斯·戈梅斯（Carlos Gomes Júnior）(2004年–)
- 肯尼亚
  - 总统：姆瓦伊·齐贝吉（Mwai Kibaki）(2002年–)
- 莱索托
  - 君主：国王莱齐耶三世（Letsie III）(1996–)
  - 首相：帕卡利塔·莫西西里（Pakalitha Mosisili）(1998年–)
- 利比里亚
  - 全国过渡政府主席：查尔斯·久德·布赖恩特（Gyude Bryant）(2003年–)
- 利比亚
  - 总人民大会秘书长（议长）兹纳提·穆罕默德·兹纳提（Al-Zennati Muhammad al-Zennati）（1992年–）
  - 实际领导人、“九·一”革命领导人：穆阿迈尔·卡扎菲（Muammar al-Qaddafi）(1969年／1979年–)
  - 总人民委员会秘书（总理）：舒克里·穆罕默德·加尼姆（Shukri Mohamed Ganim）(2003年–)
- 马达加斯加共和国
  - 总统：马克·拉瓦卢马纳纳（Marc Ravalomanana）(2002年–)
  - 总理：雅克·西拉（Jacques Sylla）(2002年–)
- 馬拉威
  - 总统：莫泰加（Bingu wa Mutharika）(2004年–)
- 马里
  - 总统：阿马杜·图马尼·杜尔（Amadou Toumani Touré）(2002年–)
  - 总理：奥斯曼·优素菲·马伊加（Ousmane Issoufi Maïga）(2004年–)
- 毛里塔尼亚
  - 总统：马维亚·乌尔德·西德·艾哈迈德·塔亚（Maaouya Ould Sid'Ahmed Taya）(1984–)
  - 总理：萨吉尔·乌尔德·穆巴拉克（Sghair Ould M'Bareck）(2003年–)
- 毛里求斯
  - 总统：阿内罗德·贾格纳特（Anerood Jugnauth）(2003年–)
  - 总理：保罗·雷蒙·贝朗热（Paul Raymond Bérenger）(2003年–)
- 摩洛哥
  - 君主：国王穆罕默德六世（S.M.Le Roi Mohammed VI）(1999年–)
  - 首相：德里斯·杰图（Driss Jettou）(2002年–)
- 莫桑比克
  - 总统：
    1. 若阿金·希萨诺（Joaquim Chissano）（1986年–2005年）
    2. 阿曼多·埃米利奥·格布扎（Armando Emilio Guebuza）(2005年–)

  - 总理：路易莎·迪奥戈（Luisa Diogo）(2004年–)
- 纳米比亚
  - 总统：
    1. 萨姆·努乔马（Sam Nujoma）（1990年–2005年）
    2. 希菲凯普奈·波汉巴（Hifikepunye Pohamba）(2005年–)

  - 总理：
    1. 西奥本·古里拉布（Theo-Ben Gurirab）（2002年–2005年）
    2. 纳哈斯·安古拉（Nahas Angula）(2005年–)
- 尼日尔
  - 总统：马马杜·坦贾（Mamadou　Tandja）(1999年–)
  - 总理：阿马杜·哈马（Amadou Hama）(2000年–)
- 尼日利亚
  - 总统：奥卢塞贡·奥基基奥拉·阿雷穆·奥巴桑乔（Olusegun Okikiola Aremu Obasanjo）(1999年–)
- 卢旺达
  - 总统：保罗·卡加梅（Paul Kagame）(2000年–)
  - 总理：贝尔纳·马库扎（Bernard Makuza）(2000年–)
- 圣多美和普林西比
  - 总统：弗拉迪克·班达拉· 梅洛· 德梅内泽斯（Fradique Bandeira Melo de Menezes）(2001年–)
  - 总理：玛丽亚·达斯内维斯（Maria das Neves）(2004年–)
- 塞内加尔
  - 总统：阿卜杜拉耶·瓦德（Abdoulaye Wade）(2000年–)
  - 总理：麦基·萨勒（Macky Sall）(2004年–)
- 塞舌尔
  - 总统：詹姆斯·阿里克斯·米歇尔（James Alex Michel）(2004年–)
- 塞拉利昂
  - 总统：艾哈迈德·泰詹·卡巴（Ahmad Tejan Kabbah）(1998年–)
- 索马里
  - 过渡联邦政府
    - 总统：阿卜杜拉希·优素福·艾哈迈德（Abdullahi Yusuf Ahmed）(2004年–)
    - 总理：阿里·穆罕默德·格迪（Ali Muhammad Ghedi）(2004年–)
- 南非
  - 总统：塔博·姆贝基（Thabo Mbeki）(1999年–)
- 苏丹
  - 总统：奥马尔·哈桑·艾哈迈德·巴希尔（Omar Hassan Ahmed Al-Bashir）(1993年–)
- 斯威士兰 - 
  - 君主：国王姆斯瓦帝三世（Mswati III）(1986年–)
  - 总理：艾桑兰·托巴·德拉米尼（Absolom Themba Dlamini）(2003年–)
- 坦桑尼亚
  - 总统：本杰明·威廉·姆卡帕（Benjamin William Mkapa）(1995年–)
  - 总理：弗雷德里克·特卢韦·苏马耶（Frederick Tluway Sumaye）(1995–)
- 多哥
  - 总统：
    1. 纳辛贝·埃亚德马（Gnassingbe Eyadema）（1967年–2005年）
    2. 福雷·纳新贝（Faure Gnassingbe）（2005年－2005年）
    3. 阿比斯·邦弗（Abass Bonfoh）〔處理〕（2005年–）

  - 总理：科菲·萨马（Koffi Sama）(2002年–)
- 突尼斯
  - 总统：宰因·阿比丁·本·阿里（Zine El Abidine Ben Ali）(1987年–)
  - 总理：穆罕默德·格努希（Mohamed Ghannouchi）(1999年–)
- 乌干达
  - 总统：约韦里·卡古塔·穆塞韦尼（Yoweri Kaguta Museveni）(1986年–)
  - 总理：阿波罗·恩西班比（Apolo Nsibambi）(1999年–)
- 西撒哈拉
  - 总统：穆罕默德·阿齐兹（Mohammed Abdelaziz）(1982年–)
  - 总理：阿卜杜勒卡德尔·塔莱卜·奥马尔（Abdelkader Taleb Oumar）(2003年–)
- 赞比亚
  - 总统：利维· 帕特里克·姆瓦纳瓦萨（Levy Patrick Mwanawasa）(2002年–)
- 津巴布韦
  - 总统：罗伯特·加布里埃尔·穆加贝（Robert Gabriel Mugabe）(1987年–)

## 亞洲
- 阿富汗
  - 總統：哈米德·卡尔扎伊（2002年－）
- 孟加拉
  - 總統：亞傑丁·艾哈邁德（2002年－）
  - 總理：卡莉達·齊亞（2001年－）
- 不丹
  - 國王：吉格梅·辛格·旺楚克（1972年－）
  - 首相：利翁波·耶謝伊·津巴（2004年－）
- 柬埔寨
  - 國王：诺罗敦·西哈莫尼（2004年－）
  - 首相：洪森（1998年－）
- 中華人民共和國:
  - 中共中央總書記：胡錦濤（2002年－）
  - 國家主席：胡錦濤（2003年－）
  - 國務院總理：溫家寶（2003年－）
  - 香港特別行政區:
    - 行政長官：
      1. 董建華（1997年－2005年）
      2. 曾蔭權（署理，2005年3月－2005年5月）
      3. 唐英年（署理，2005年5月－2005年6月）
      4. 曾蔭權（2005年6月—）

  - 澳門特別行政區:
    - 行政長官：何厚鏵（1999年－2009年）
- 東帝汶
  - 總統：沙纳纳·古斯芒（2002年－）
  - 總理：馬里·阿爾卡蒂里（2002年－）
- 印尼
  - 總統：苏西洛·班邦·尤多约诺（2004年－）
- 日本
  - 天皇：明仁天皇（1989年－）
  - 內閣總理大臣：小泉純一郎（2001年－）
- 朝鮮民主主義人民共和國
  - 朝鮮勞動黨總書記：金正日
  - 國防委員會委員長：金正日
  - 内阁总理： 朴凤柱
- 大韓民國
  - 總統：盧武鉉（2003年－）
  - 國務總理：李海瓚
- 马来西亚
  - 最高元首：端姑赛·西拉祖丁（Tuanku Syed Sirajuddin）（2001年－2006年）
  - 首相：阿都拉·巴达威（Dato' Seri Abdullah bin Ahmad Badawi）（2003年－）
- 緬甸
  - 國家和平與發展委員會主席：丹瑞（1992年－）
  - 總理：梭溫（2004年－）
- 新加坡
  - 總統：塞拉潘·纳丹（1999年－2011年）
  - 總理：李顯龍（2004年－）
- 中華民國:
  - 總統：陳水扁（2000年－2008年）
  - 行政院長：
    -       1. 游錫堃（2002年－2005年）
      2. 謝長廷（2005年－2006年）
- 泰國
  - 國王：普密蓬·阿杜德（1946年－）
  - 總理：塔信·欽那瓦（2001年－2006年）
- 烏茲別克
  - 總統：伊斯蘭·卡里莫夫（1991年－）
  - 總理：沙·米爾季耶夫（2003年－）
- 伊朗
  - 最高领袖：阿亚图拉赛义德·阿里·哈梅内伊（1989年－）
  - 总统：
    1. 赛义德·穆罕默德·哈塔米（1997年－2005年）
    2. 马哈茂德·艾哈迈迪内贾德（2005年－）
- 越南
  - 越共中央總書記：農德孟（2001年－2011年）
  - 國家主席：陳德良（1997年－2006年）
  - 政府總理：潘文凱（1997年－2006年）

## 大洋洲
- 美属萨摩亚
  - 總督：塔乌埃塞（Togiola Tulafono）(2003年–)
- 澳大利亞
  - 君主：伊利沙伯二世（1952年－）
  - 總督：米高·傑弗里（2003年－）
  - 總理：約翰·霍華德（1996年－）
- 紐西蘭
  - 君主：伊利沙伯二世（1952年－）
  - 總督：西爾維亞·卡特賴特女男爵，紐西蘭總督（2001年－）
  - 总理 - 海倫·克拉克，紐西蘭總理（1999年－）

## 歐洲
- 阿尔巴尼亚
  - 總統：阿尔弗雷德·莫伊西尤（Alfred Moisiu），（2002年–）
  - 總理：法托斯·纳诺（Fatos Nano），（2002年–）
- 安道尔
  - 大公
    - 法国大公：雅克·希拉克（Jacques Chirac），法国总统（1995年–）
    - 西班牙大公：霍安·恩里克·维维斯·西西利亚（Joan Enric Vives Sicília），乌赫尔主教（2003年–）

  - 政府首脑：马克·福尔内（Marc Forné），（1994年–）
  - 总市政官- 弗朗塞斯克·阿雷尼·卡萨尔（Francesc Areny Casal），（1997年–）
- 亚美尼亚
  - 總統：罗伯特·科恰良（Robert Kocharyan），（1998年–）
  - 總理：安德拉尼克·马尔加良（Andranik Markaryan），（2000年–）
- 奥地利
  - 總統：海因茨·菲舍爾（Heinz Fischer），（2004年–）
  - 總理：沃尔夫冈·许塞尔（Wolfgang Schüssel），（2000年–）
- 阿塞拜疆
  - 總統：伊拉姆·阿利耶夫（Ilham Aliyev），（2003年–）
  - 總理：阿尔图尔·拉西拉泽（Artur Rasizade），（2003年–）
- 白俄罗斯
  - 總統：亚历山大·卢卡申科（Aleksandr Lukashenko），（1994年–）
  - 總理：谢尔盖·西多尔斯基（Sergey Sidorsky），（2003年–）
- 比利时
  - 国王：阿爾貝二世（Albert II），（1993年–）
  - 总理：蓋·維霍夫斯塔（Guy Verhofstadt），（1999年–）
- 保加利亚
  - 总统：格奥尔基·普尔瓦诺夫（Georgi Purvanov），（2002年–）
  - 总理：西美昂·萨克斯科布尔格茨基（Simeon Sakskoburggotski），（2001年–）
- 克罗地亚
  - 总统：斯杰潘·梅西奇（Stjepan Mesi&#263），（2000年–）
  - 总理：伊沃·萨纳德尔（Ivo Sanader），（2003年–）
- 捷克共和国
  - 总统：瓦茨拉夫·克劳斯（Václav Klaus），（2003年–）
  - 总理：

1. -     - 斯坦尼斯拉夫·格罗斯（Stanislav Gross），（2004年–2005年）
    - 伊日·帕劳贝克（Jiri Paroubek），（2005年–）

- 塞浦路斯
  - 总统：塔索斯·帕帕多普洛斯（Tassos Papadopoulos），（2003年–）
  - 北塞浦路斯土耳其共和国
  - 总统：拉乌夫·登克塔什（Rauf Denktash），（1976年–）
  - 总理：穆罕默德·阿里·塔拉特（Mehmet Ali Talat），（2004年–）
- 丹麦
  - 女王：瑪格麗特二世（Queen Margrethe II），（1972年–）
  - 首相：安德斯·福格·拉斯穆森（Anders Fogh Rasmussen），（2001年–）
- 爱沙尼亚
  - 总统：阿诺尔德·吕特尔（Arnold Rüütel），（2001年–）
  - 总理：
    1. 尤汉·帕茨（Juhan Parts），（2003年–2005年）
    2. 安德鲁斯·安西普（Andrus Ansip），（2005年–）
- 芬兰
  - 总统：塔里娅·哈洛宁（Tarja Halonen），（2000年–）
  - 总理：马蒂·万哈宁（Matti Vanhanen），（2003年–）
  - 奧蘭 - Roger Nordlund，总理（1999年–present）
- 法国
  - 總統：雅克·希拉克，（1995年－）
  - 總理：让·皮埃尔·拉法兰（Jean-Pierre Raffarin），（2002年–）
- 德国
  - 联邦總統：霍斯特·克勒（2004年－）
  - 联邦总理：
    1. 格哈特·施羅德（1998年–2005年）
    2. 安格拉·默克爾（2005年－）
- 格鲁吉亚
  - 總統：米哈伊尔·萨卡什维利（Mikhail Saakashvili），（2004年–）
  - 總理：
    1. 祖拉布·日瓦尼亚（Zurab Zhvania），（2004年–2005年）
    2. 祖拉布·诺盖德利（Zurab Nogaideli），（2005年–）
- 希腊
  - 總統：
    1. 科斯蒂斯·斯特凡诺普洛斯（Kostis Stephanopoulos），（1995年–2005年）
    2. 卡罗洛斯·帕普利亚斯（Karolos Papoulias），（2005年–）

  - 總理：科斯塔斯·卡拉曼利斯（Costas Caramanlis），（2004年–）
- 意大利
  - 总统：卡洛·阿泽利奥·钱皮（1999年－）
  - 总理：西尔维奥·贝卢斯科尼（2001年－）
- 摩纳哥
  - 國王：
    1. 雷尼埃三世（1949年－2005年）
    2. 阿尔伯特二世（2005年－）
- 荷兰
  - 君主：貝婭特麗克絲（1980年－）
  - 首相：揚·彼得·巴爾克嫩德（2002年－）
- 挪威
  - 国王：哈拉爾五世（1991年－）
  - 首相：謝爾·馬格納·邦德維克（2001年－）
- 波兰
  - 總統：亞歷山大·克瓦希涅夫斯基（1995年－）
  - 總理：馬雷克·貝爾卡（2004年－）
- 葡萄牙
  - 总统：桑帕約（1996年－）
  - 总理：
    1. 佩德罗·桑塔纳·洛佩斯（2004年－2005年）
    2. 若澤·索克拉特斯（2005年－）
- 罗马尼亚
  - 总统：塔利安·贝塞斯库（2004年－）
  - 总理：克林·波佩斯库-特里恰努（2004年－）
- 俄羅斯
  - 總統：弗拉基米尔·普京
  - 總理：米哈伊尔·弗拉德科夫

## 中东
- 以色列
  - 總統：摩西·卡察夫（2000年－）
  - 總理：阿里埃勒·沙龙（2001年－）
- 黎巴嫩
  - 總統：埃米爾·拉胡德（1998年－）
  - 總理：
    1. 奧馬爾·卡拉米（2004年－2005年）
    2. 納吉布·米卡提（2005年－）
- 沙地阿拉伯
  - 國王：
    1. 法赫德（1982年－2005年）
    2. 阿卜杜拉（2005年－）

  - 首相：
    1. 法赫德（1982年－2005年）
    2. 阿卜杜拉（2005年－）

## 北美
- 加拿大
  - 君主：伊丽莎白二世（1952年－）
  - 總督：
    1. 伍冰枝（1999年－2005年）
    2. 莊美楷（2005年－）

  - 總理：保罗·马丁（2003年－2006年）
- 古巴
  - 古共中央第一書記：菲德尔·卡斯特罗（1965年－）
  - 國務委員會主席：菲德尔·卡斯特罗（1976年－）
  - 部長會議主席：菲德尔·卡斯特罗（1976年－）
- 危地马拉
  - 總統：奧斯卡·貝爾赫（2004年－）
- 巴拿马
  - 總統：馬丁·托里霍斯（2004年－）
- 美国
  - 總統：喬治·布殊（2001年－）

## 南美
- 厄瓜多尔
  - 總統：
    1. 盧西奧·古鐵雷斯（2003年－2005年）
    2. 阿爾弗雷多·帕拉西奧（2005年－）
- 委内瑞拉 - 雨果·查维兹，委内瑞拉总统（1999年－）